# Tabanus xenorhynchus
Tabanus xenorhynchus är en tvåvingeart som beskrevs av David Fairchild 1947. Tabanus xenorhynchus ingår i släktet Tabanus och familjen bromsar. Inga underarter finns listade i Catalogue of Life.